# Distrikt Urcos

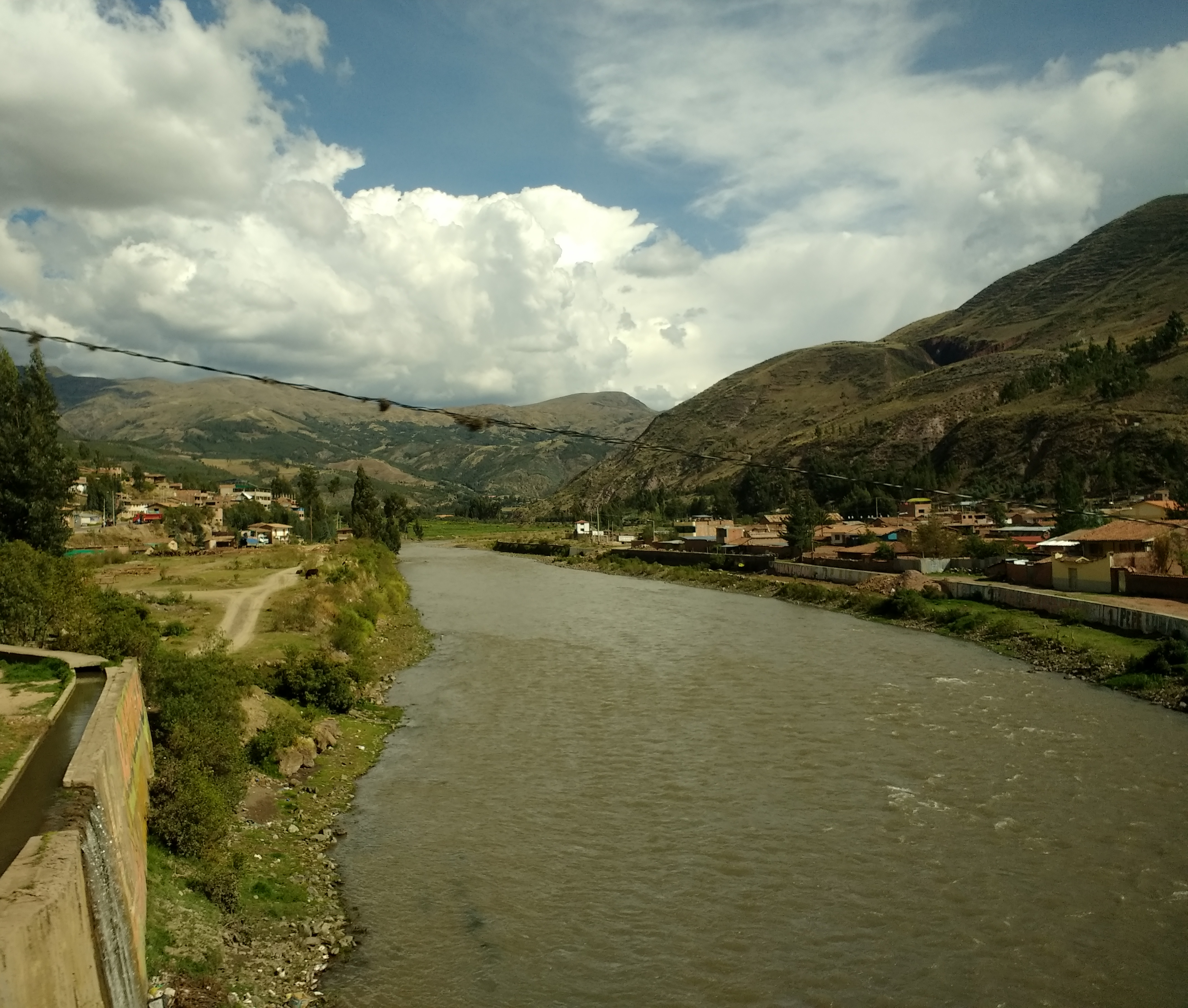
Río Vilcanota bei Urcos

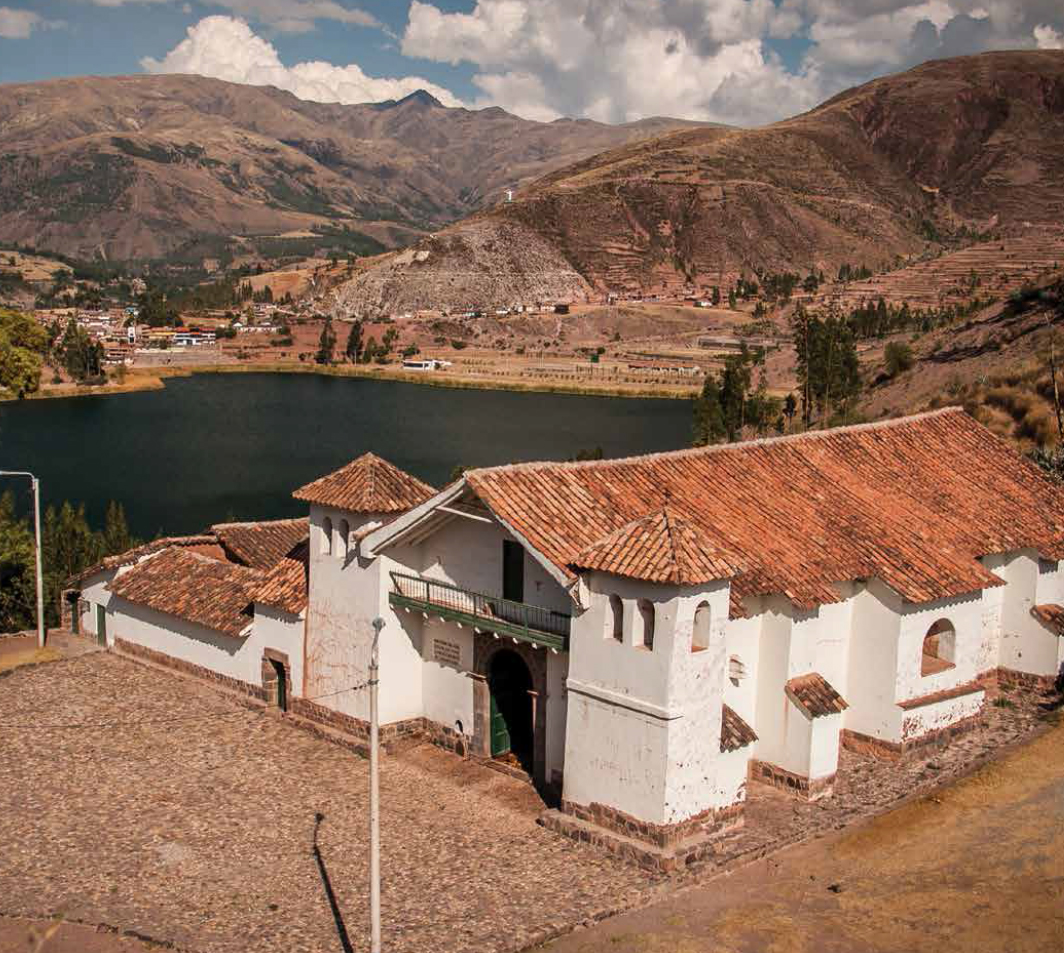
Templo Canincunca oberhalb der Laguna de Urcos (Qoyllur Urmana)

Der Distrikt Urcos liegt in der Provinz Quispicanchi der Region Cusco in Südzentral-Peru. Der Distrikt wurde am 2. Januar 1857 gegründet. Er hat eine Fläche von 134,65 km². Beim Zensus 2017 lebten 10.614 Einwohner im Distrikt. Im Jahr 1993 lag die Einwohnerzahl bei 12.398, im Jahr 2007 bei 10.087. Die Distrikt- und Provinzverwaltung befinden sich in der Kleinstadt Urcos mit 5968 Einwohnern (Stand 2017). Urcos liegt etwa 43 km ostsüdöstlich der Regionshauptstadt Cusco. 

## Geographische Lage
Der Distrikt Urcos befindet sich in den Anden im Westen der Provinz Quispicanchi. Die Stadt Urcos befindet sich am linken Flussufer des Río Vilcanota (Oberlauf des Río Urubamba) auf einer Höhe von 3158 m. Der Río Vilcanota durchquert den Distrikt in nordwestlicher Richtung.
Der Distrikt Urcos grenzt im Nordwesten an den Distrikt Caicay (Provinz Paucartambo), im Nordosten an den Distrikt Ccatca, im Süden an den Distrikt Quiquijana sowie im Westen an die Distrikte Huaro und Andahuaylillas.